# Томаш Фучик
Томаш Фучик (чеськ. Tomáš Fučík, 23 травня 1985) — чеський плавець.
Учасник Олімпійських Ігор 2008 року.